# 布克·T·華盛頓
布克·托利弗·華盛頓（Booker Taliaferro Washington，1856年4月5日—1915年11月14日）是美國政治家、教育家和作家。他是1890年到1915年之间美国黑人历史上的重要人物之一。  
華盛頓出生于弗吉尼亚州富蘭克林縣，其父亲是白人奴隶主，母亲是黑奴。他在體力勞動工作學會讀和寫。在十六歲时，他来到弗吉尼亚漢普頓的师范和农业学院（現在的漢普頓大學）接受教师培训。1881年，他被任命为阿拉巴马州塔斯基吉學院的領導。在1896年和1901年，他分别獲哈佛大学和达特茅斯学院授予的名譽文學碩士学位和名譽博士學位。
華盛頓在黑人政治中扮演了一個非常突出的角色。1895年，華盛頓发表了著名的亞特蘭大演说，这使他闻名全国，受到政界和公众的关注，成为美国黑人的代言人。他和白人合作，帮助筹款创建数百个社区学校和高等教育机构，以提高美国南方黑人的教育水平。 除了在教育領域贡献卓著之外， 華盛頓博士还大力促进美国各种族之间的整體友誼和工作關係。他的自傳《超越奴役》（Up From Slavery）於1901年首度出版，至今仍然广为流传。

## 童年、自由與教育

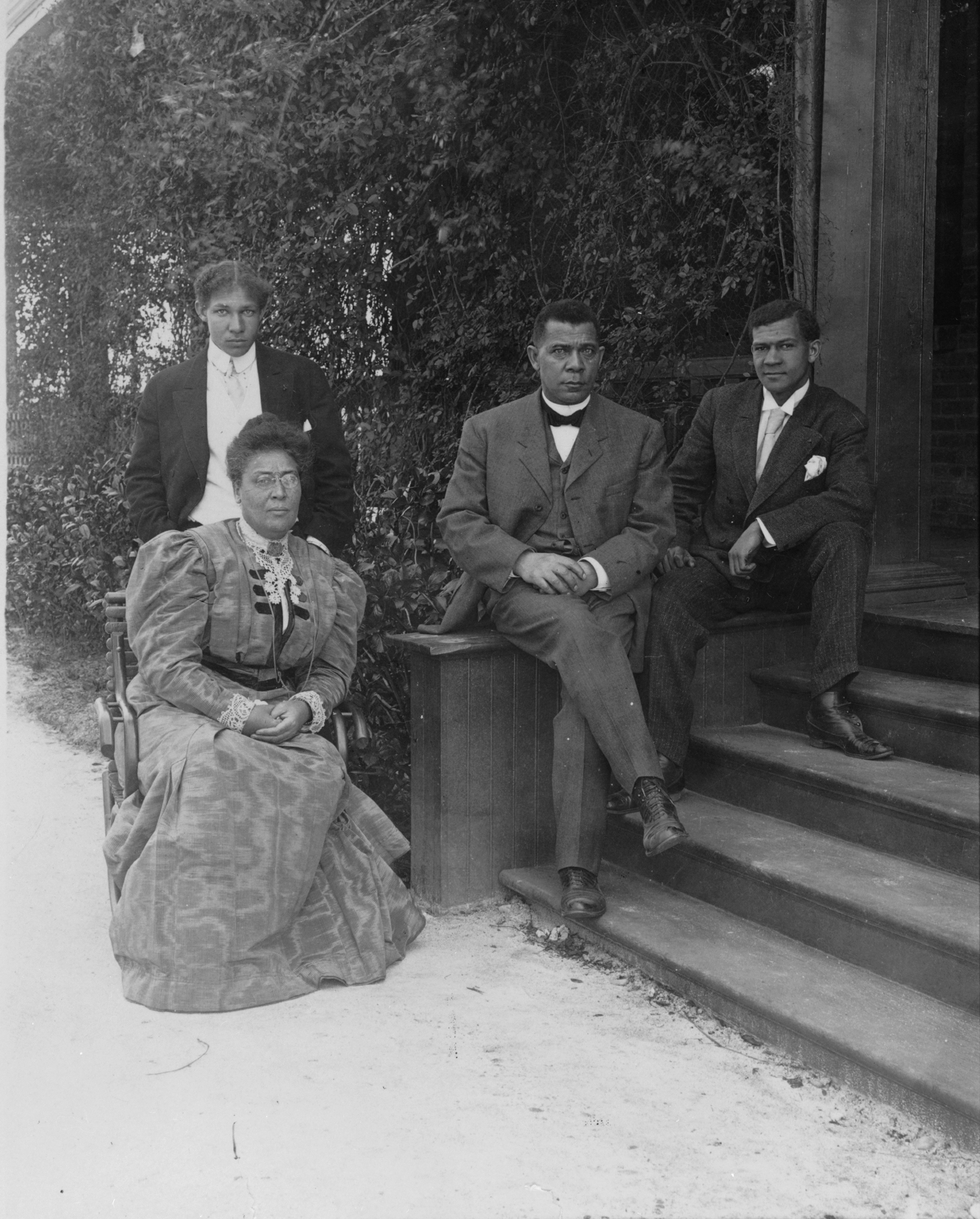
布克·華盛頓與他的第三任妻子瑪格利特·詹姆士·默里和他的兩個兒子。

1856年4月5日，布克·華盛頓生於維吉尼亞州Hale's Ford的Burroughs farm。他的母親珍是一個黑奴廚師，而他的父親是一個不知名的種植園主。在法律下，由於年輕布克的母親是一個黑奴，因此他自己也是一個黑奴。他名字中的「Taliaferro」是他主人的名字。
在1865年夏天，在布克9歲時，他和兄弟約翰及妹妹艾曼達隨母親遷往西維吉尼亞州卡那瓦郡的Malden去會合也姓華盛頓的繼父。他與他的母親在煤礦負責包裝鹽。後來，布克·華盛頓得以到學校學習閱讀及寫字，他所受過的教育後來甚至遠超於他社群希望他接受的教育。
华盛顿16岁时离开了Malden，到維吉尼亞州漢普頓的漢普頓师范和农业学院（Hampton Normal and Agricultural Institute）上学。像华盛顿这样的贫困学生可以在那里打工获得收入。这个在漢普頓的师范学校是为了培训黑人教师创建的，主要得到教会和个人的资助，捐款人包括貴格會教徒威廉·傑克遜·帕爾默。虽说和以前一样，华盛顿仍然靠从事一些低下的劳动过活，但他在师范学院的读书经历使他不再靠体力劳动为生。从1878年到1879年，他到了华盛顿市的Wayland Seminary，并回到漢普頓教書。很快，漢普頓的官员推荐他成为阿拉巴马州建立的一個類似学校的首任校长。华盛顿认为工业化教育（industrial education）为非裔美国人的重中之重。

## 塔斯基吉
路易斯·亞當斯和其他阿拉巴馬州新塔斯基吉師範學校（Tuskegee Normal school）的組織者聘請了布克·華盛頓這個開朗而精力旺盛的人作他們學校的領導者。布克·華盛頓受到漢普頓大學創立者撒母耳·C·阿姆斯壯的強烈推薦，因此當上了塔斯基吉師範及工業學院的首任校長。那新學校後來發展成為塔斯基吉學院，現在已是塔斯基吉大學。
塔斯基吉為教師提供了學術教育及知識，但是為年輕的黑人男孩提供了更多實用技巧的教育如木工和石工術等。這學院告訴了華盛頓他的抱負。他的認為為黑人男孩提供那些實用技巧的教育，可令美國黑人在社會中佔一席位，並將會獲得美國白人對他們的承認。他相信若美國黑人們顯示出他們是負責任而可靠的美國人民，他們最終必定能得到全部的公民權利。他一直是該校校長，直至1915年他逝世後他的校長身份才結束。到那時，塔斯基吉所獲得的捐助已超於1,500,000元，而最初學校成立的第一年，它所獲得的捐助只有2,000元。

## 家庭

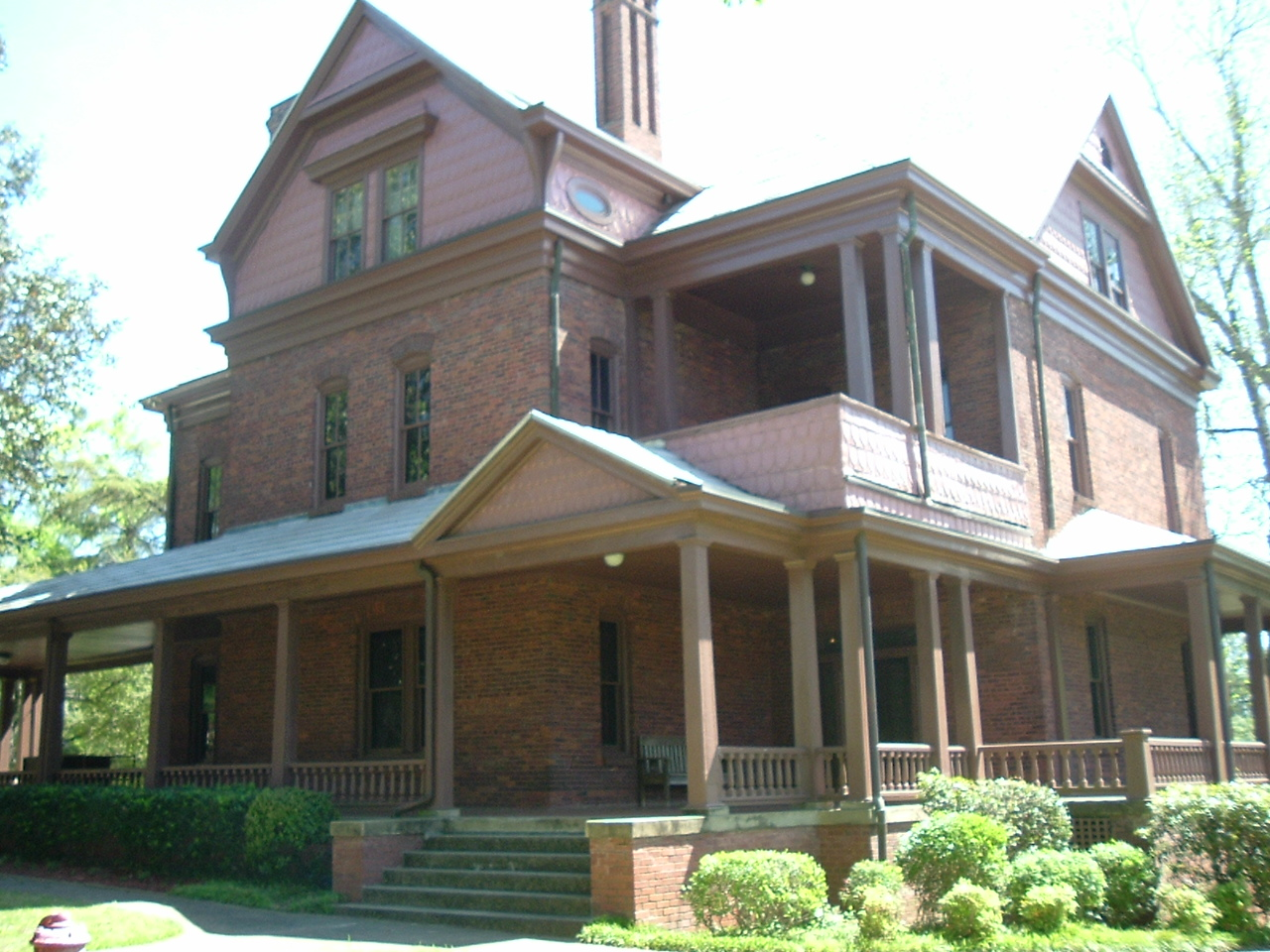
布克·華盛頓在塔斯基吉大學中的屋子。

華盛頓結過婚三次。在自傳《超越奴役》中，他給三位妻子在塔斯基吉的工作很大讚揚，強調沒有她們他是不會成功的。  
凡妮·N·史密斯來自西維吉尼亞州的華騰（Walden），華盛頓9至16歲時住過的查爾斯敦上游8米的可诺瓦河谷鎮。1882年夏天，華盛頓跟史密斯結婚了。他們有一個孩子，名叫波提亞·M·華盛頓。凡妮死於1884年5月。
他接著在1885年與奧莉維亞·A·戴維生結婚。戴維生出生於俄亥俄州，任教於密西西比州和田納西州，於漢普頓學院和在麻薩諸塞州泛明翰的泛明翰州立大學接受教育。華盛頓在塔斯基吉遇到戴維生，即是她來任教的地方。後來她成為了那裡的副校長。他們有兩個兒子，小布克·T·華盛頓和歐尼斯特·戴維生·華盛頓，她後來於1889年死去。
他的第三次的婚姻是在1893年，與瑪格利特·詹姆士·默里結婚。她來自密西西比州，是費斯科大學的畢業生。他們沒有兒女。默里比華盛頓還活得長，死於1925年。

## 政治
华盛顿在政治上很活跃，美国的共和党众议员和总统经常向他咨询关于对黑人的政治任命的问题。他和很多白人政治家和名人一起工作。他認為，黑人要想最终获得平等权利，最有效的办法就是要展现耐心、勤勉、节俭等美德，他说，这些是提高美国黑人生活水平的关键。 
布克·華盛頓於1895年在喬治亞州首府亞特蘭大發表了《亞特蘭大種族和解聲明》（Atlanta Compromise）的演說。他认为，黑人应当接受种族隔离制度，且应当通过自身的努力寻求就业机会。

## 富裕的朋友及恩人
華盛頓結交了那時候最富有及最有能力的商人和政治家。他是美國黑人的代言人，亦努力為他們爭取更完善的教育設施。與他有往來的人都是那些各界不同的名士包括安德魯·卡內基、威廉·霍華德·塔夫脫和朱利叶斯·罗森瓦德。在他的努力下，世界各地有很多小型的學校創立，更一直維持到了他逝世以後多年。

### 亨利·羅傑
布克·華盛頓與大富豪亨利·羅傑（1840－1909年）的友誼是一個很特別的例子。亨利·羅傑在一個勞動階級出生，後來白手起家，更成為了標準石油公司的領頭及全美國最富裕的人之一。約於1894年，羅傑聽到了華盛頓在麥迪遜廣場花園的演說。翌日，他聯繫到了華盛頓並要求跟他約會，後來有人跟華盛頓說，羅傑當時很驚訝為什麼在演說完畢後沒有人跟觀眾要錢。從那一次約會開始，他們兩人便開始了長達十五年的親密友誼。雖然他跟羅傑公開地以朋友的身分見面，亦是羅傑在紐約的公司的常客，但直至1909年5月，羅傑突然死於中風，他們私下深刻的友誼才被公眾而知。

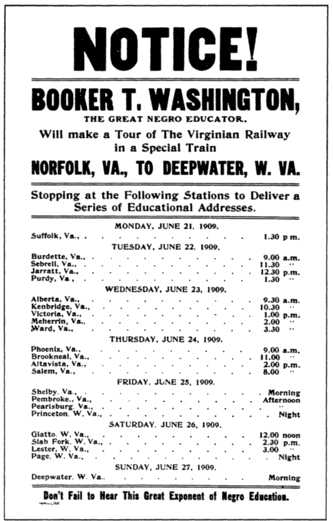
由1909年南維吉尼亞州和西維吉尼亞州之旅的招貼。

在1909年6月數星期以後，華盛頓博士沿著新建成的維吉尼亞州鐵路作一次旱已計劃好的演說旅行，而建那維吉尼亞州鐵路共用了40,000,000元，而其中大多是出自羅傑自己的財產。華盛頓博士乘羅傑的私人火車「迪克西」一直前進，並常常中途停下來演說，他當時同行的一些人後來說，每一次布克停下來演說時，都受到黑人和白人的熱烈歡迎。
旅途中，華盛頓博士亦曾首次公開透露羅傑曾私下捐了錢給65個小國家的美國黑人學校以保持運作，並曾捐了大量金錢支持塔斯基吉學院及漢普頓學院。

### 安娜·瓊斯
1907年，費城的安娜·瓊斯（Anna T. Jeanes）（1822年－1907年）把1,000,000元給了布克·華盛頓，並托他為南方的黑人兒童建設一些學校。她所捐出的金錢及亨利·羅傑所捐出的金錢令更多黑人兒童學校得以建成。

### 朱利叶斯·罗森瓦德
朱利叶斯·罗森瓦德（1862年－1932年）是另一個白手起家的富豪。1908年開始，裁縫移民之子羅斯瓦爾多成為了芝加哥的西爾斯百货老板。羅斯瓦爾多是一名美國猶太商人，他很關心美國黑人教育的可憐境況，尤其是南方的美國黑人。
1912年，朱利叶斯·罗森瓦德被邀成為塔斯基吉學院董事會的一員，他一直是在此一職位直到他逝世為止。朱利叶斯·罗森瓦德捐了很多錢給塔斯基吉學院，令華盛頓博士可以用少一點時間去旅行賺取資金，而有更多的時間管理此學院。1912年，朱利叶斯·罗森瓦德把一些資金捐贈了給六所阿拉巴馬州農村的新校作飛行員課程之用。後來朱利叶斯·罗森瓦德建立了罗森瓦德基金會（Rosenwald Fund）。學校建設計劃是其最大的計劃之一。朱利叶斯·罗森瓦德基金會使用塔斯基吉學院教授所設計的頂尖建築規劃，動用過四百萬元在15個國家、883個州份建設了共4,977所學校、217所教師的家及163所商店的建築。朱利叶斯·罗森瓦德基金會採用對等資金（matching funds）的系統，而黑人社群亦籌了逾四百七十萬元來支援這些建設。這些學校後來又被稱為罗森瓦德學校（Rosenwald Schools）。1932年，這些學校已能收下美國南方學校所有美國黑人兒童的三分之一。1940年，朱利叶斯·罗森瓦德基金會捐資175,000美元用於資助塔斯基吉學院的黑人飛行員訓練項目，該項目培訓的飛行員被稱為“塔斯基吉飛行員”，這些飛信員組成的第332戰鬥機大隊是二戰中唯一一支參加了戰鬥的黑人隊伍。

## 《超越奴役》，白宮的邀請
为了激发美国黑人“在商业、农业、教育、工业方面的发展”，布克·华盛顿在1900年创立了全国黑人商业联盟（National Negro Business League）。

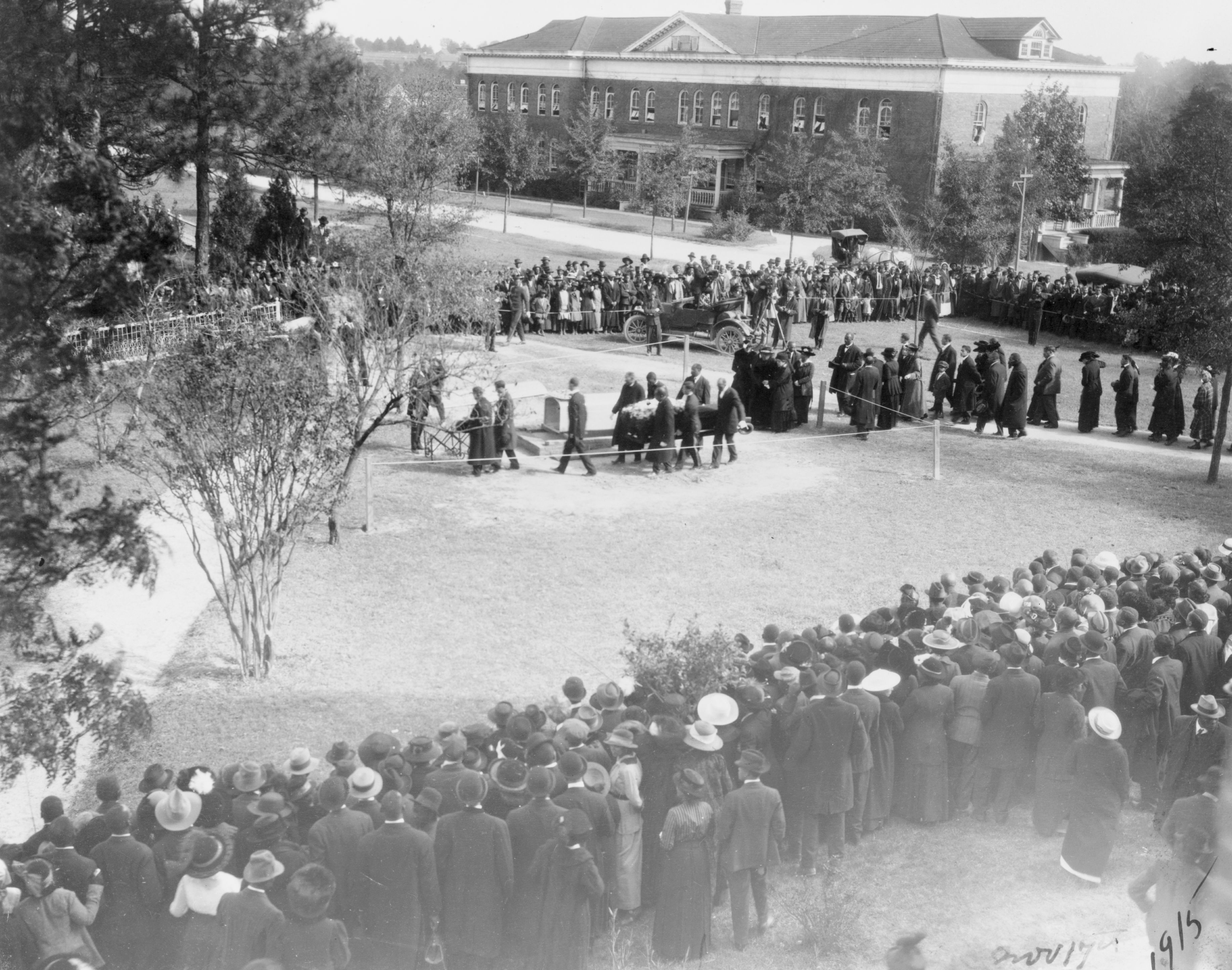
布克·華盛頓的棺材正被抬往墓穴。

1901年，布克·華盛頓的自傳《超越奴役》出版，並頓時成為了暢銷書，在美國黑人的社會中大為震撼。華盛頓於1901年獲邀進白宮作希歐多爾·羅斯福總統的客人，是第一位獲邀進白宮作客的美國黑人——美國南方的人為此極為不滿。

## 生前工作過度，以59歲之齡逝世
儘管華盛頓博士不斷出外旅行及寫了多部作品，他仍然繼續擔任塔斯基吉的校長。他的健康迅速地惡化；他在紐約市因過累而垮掉，被送回塔斯基吉的家，並於1915年11月14日逝世，年僅59歲。他的死因並不清晰，大概是過份消耗精神和動脈硬化。 他被葬於塔斯基吉大學中的大學禮拜堂附近。
當時，人們認為他是死於充血性心臟衰竭，是他的工作過度令心臟衰竭的情況惡化。2006年3月，在其後代的許可下，對其醫療記錄進行了一些檢查，發現他是死於高血壓，他的血壓比一般人高出兩倍有多，證實了一直以來的猜測。
在他死時，塔斯基吉已共獲超於1,500,000美元的捐款。他一生最偉大的著作，那一部關於南方黑人教育的著作，後來一直銷路很好，甚至一年比一年更甚。

## 榮譽與紀念
布克·華盛頓博士先後於1896年和1901年獲哈佛大学授予的名譽文學碩士学位和和达特茅斯学院授予的名譽博士學位，以表揚他對美國社群的貢獻。首個刻有美國黑人的硬幣是布克·華盛頓及喬治·華盛頓·卡弗紀念五角硬幣（Booker T. Washington Memorial Half Dollar），由1951年到1954年於美國鑄造。1940年4月7日，華盛頓博士成為首名在美國郵票上出現的非裔美國人。

### 原始史料
- Washington, Booker T. The Awakening of the Negro, The Atlantic Monthly, 78 (September, 1896).
- Up from Slavery: An Autobiography （页面存档备份，存于） (1901).
- Washington, Booker T. The Atlanta Compromise (1895).
- The Booker T. Washington Papers University of Illinois Press online version of complete fourteen volume set of all letters to and from Booker T. Washington.
  - Cumulative Index

### 二手史料
- James D. Anderson, The Education of Blacks in the South, 1860-1935 (1988) （页面存档备份，存于）
- Mark Bauerlein. Washington, Du Bois, and the Black Future" in Wilson Quarterly (Autumn 2004)[永久].
- W. Fitzhugh Brundage, ed Booker T. Washington and Black Progress: Up from Slavery 100 Years Later (2003).
- Louis R. Harlan, Booker T. Washington: The Making of a Black Leader, 1856-1900 (1972) the standard biography, vol 1.
- Louis R. Harlan. 'Booker T. Washington: The Wizard of Tuskegee 1901-1915 (1983) （页面存档备份，存于）, the standard scholarly biography vol 2.
- Louis R. Harlan. Booker T. Washington in Perspective: Essays of Louis R. Harlan (1988) （页面存档备份，存于）.
- Louis R. Harlan. "The Secret Life of Booker T. Washington." Journal of Southern History 37:2 (1971). in JSTOR Documents Booker T. Washington's secret financing and directing of litigation against segregation and disfranchisement.
- Linda O. Mcmurry. George Washington Carver, Scientist and Symbol (1982) （页面存档备份，存于）
- August Meier. "Toward a Reinterpretation of Booker T. Washington." The Journal of Southern History, 23#2 (May, 1957), pp. 220–227. in JSTOR. Documents Booker T. Washington's secret financing and directing of litigation against segregation and disfranchisement.
- Cary D. Wintz, African American Political Thought, 1890-1930: Washington, Du Bois, Garvey, and Randolph (1996) （页面存档备份，存于）.

## 外部連結
- The Booker T. Washington papers digital archive, University of Illinois Press searchable index to complete annotated text of all important letters to and from Washington and all his writings.
- Diane Granat, Saving the Rosenwald Schools
- A Criticism of the Atlanta Compromise by W.E.B. Dubois